# Комарова, Татьяна Петровна
Татьяна Петровна Комарова (род. 13 июня 1980 года) — российская пловчиха в ластах.

## Карьера
Победитель и двукратный призёр Всемирных игр.
Десятикратный призёр чемпионата мира.